# 涵东街道
涵东街道是中国福建省莆田市涵江区下辖的一个街道。

## 行政区划
涵东街道下辖以下地区：
新区社区、顶铺社区、宫下社区、霞徐社区、铺尾社区、后度社区、塘北社区、苍然社区、涵中社区和卓坡社区。